# Кодима
Ко́дима — місто в Україні, у Подільському районі Одеської області. До 17 липня 2020 р. — адміністративний центр Кодимського району, потім — центр Кодимської міської громади.

## Загальні відомості

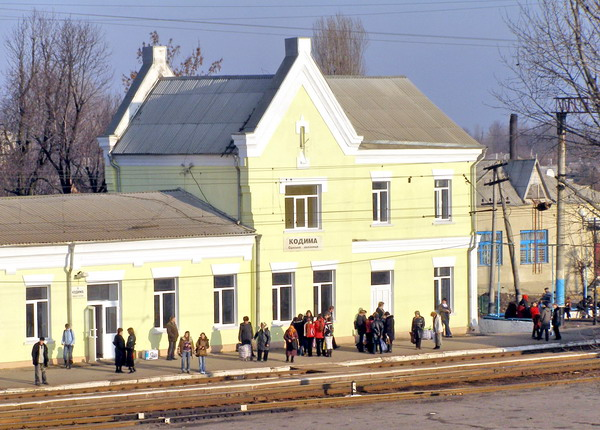
Залізничний вокзал Кодими

Кодима — адміністративний, господарський і культурний центр району, розташована на крайньому північному заході Одеської області в долині річки Кодима, яка є притокою Південного Бугу. Місто розташоване на залізничній магістралі Одеса-Київ, є залізничною станцією і знаходиться за 242 кілометри залізницею від Одеси. Автостанція міста забезпечує автобусні зв'язки з Балтою, Вінницею, Одесою, Подільськом, Чечельником, Ольгополем, Рибницею. Діє міський автотранспорт (автобуси та таксі). Районного поділу місто не має.

## Історія
Історія Кодими цікава в першу чергу тим, що її власна назва пов'язана із однойменною назвою річки, на якій вона розташована, і яка мала кілька назв, починаючи з описів Геродота.
Саме слово «кодима» було відомо ще половцям і означало схід, а через те, що воно стосувалося назви річки, яка мала свою дорогу, то це звучало, як «річка, що тече на схід».
Більшість фахівців вбачає в назві Кодими тюркське походження, як і в більшості гідронімів Південної України, але при цьому розкрити тюркську етимологію назви, окрім М. Фасмера, ніхто не намагався.
Є понад 80 пам'яток археології району, 10 кодимських, які переконливо засвідчують, що місцевість в кордонах населеного пункту заселялась в далекі часи, коли на ній були і поселення, і стоянки. Таких поселень три, а стоянок сім. Час їх різний (35-12 тисяч років тому). Були поселення пізньої бронзи Черняхівської культури.
Певне, що в пізніші часи, зокрема у VIII—XII століттях, коли господарем цієї території була Київська Русь і у подальші, коли тут володарювали Велике князівство Литовське, Королівство Польща, Османська імперія, теж жили пращури кодимчан.
Войовничі кочові племена, піддані Османської імперії неодноразово проводили у цьому краю грабіжницькі напади, і поселення, яке було прикордонним між двома імперіями Польщею та Османською імперією, зазнавало руйнувань.
В кінці 17 століття Кодима була відома як хутір, господарями якого були поляки.
У 1754 році князь Йосип Любомирський (див. Любомирські) дав розпорядження, щоб хутір, який відноситься до церковного приходу села Писарівки, перенесли в інше місце, а на його місці було побудоване поселення. З цього року і веде своє літочислення Кодима. Проте господарями до магната Любомирського у цім краю були великі землевласники Конецпольські та Варвара Замойська і при них була «стара Кодима».
Перша дерев'яна церква в Кодимі була збудована в 1780 році і була зруйнована після різних перебудов у 30-ті роки двадцятого віку більшовиками. У 1850 році у Кодимі було побудовано костел Преображення Господнього, у якому після Другої світової війни стала діяти православна церква.
З давнього часу Кодима славилась садами і пасіками. Саме її звали «медовим хутором», коли вона починалася. За легендою (є і така версія) сучасна назва міста пов'язана із поселенням запорізького козака Кодимки (швидше за все це було його прізвисько, яке він отримав від того, що оселився на річці Кодимі, яка бере свій початок саме у долині, над якою і зросло місто).
Ще із 60-х років XIX сторіччя при Хресто-Воздвиженському храмі була школа грамоти, яка у 1888 році стала церковноприходською школою.
Коли цей край захопила Російська імперія, місцевість в районі Кодими інтенсивно стала заселятися із центральних і навіть північних країв (Чернігівщина: село Будеї) переселенцями України.
І Кодима, яка спочатку своєї історії була «на чумацькій дорозі», а пізніше на торгівельному шляху із Поділля в Південну Україну, Крим і Молдавію вже у кінці 17 століття мала понад 600 жителів, серед яких уже були ремісники, торговельники, купці, дворяни. Менше, ніж через сторіччя в Кодимі проживало вже понад 2 тисячі жителів.
Це не було дивним, бо у цей період майже половину його населення становили євреї, і Кодима поряд із іншими містечками Поділля була відомим районом їхнього розселення.
Ще більше зросла роль Кодими, коли у 1870 році вона стала залізничною станцією і могла транспортувати у великій кількості хліб і худобу із навколишніх сіл Молдови та Вінниччини.
У 1893 році Кодима стала містечком у Балтському повіті Подільської губернії і кількість жителів зросла ще на півтисячі (2500).
Під час Радянсько-української війни внаслідок свого географічного положення Кодима постійно перебувала під владою майже всіх тих основних політичних сил, які діяли в Україні, а в лютому 1918 року в Кодимі проголошено радянську владу, яка через два роки врешті-решт була встановлена. У травні 1919 року на містечко розповсюдилося антибільшовицьке Григор'ївське повстання.
В період НЕПу Кодима стала економічно міцніти. Працювало багато дрібних напівкустарних підприємств, діяло чимало промартілей. Особливий внесок в її пожвавлене економічне життя вносила єврейська община, старожили якої свідчать, що кодимське «містечко» (район Кодими) в ті часи мало навіть назву «мала Одеса».
Кінець 1920-х, початок 1930-х років Кодима пройшла період становлення і перемоги колективного ладу, яке болісно відбилося на долі багатьох кодимчан, які були депортовані до Сибіру та у райони Півночі колишнього Радянського Союзу.
Під час організованого радянською владою Голодомору 1932—1933 років померло щонайменше 9 жителів міста.
У 1930 році Кодима, яка попереднє п'ятиріччя знаходилася в Крутянському районі, який був підпорядкований Молдавській автономії, сама стала районним центром. Із автономії вона вийшла в серпні 1940 року і вже була райцентром у складі Одеської області. За два роки до цього, 20 жовтня 1938 р., вона була віднесена до розряду селищ міського типу.
Новий статус Кодими визначив покращення її економічного стану. Певних успіхів у передвоєнний час досяг місцевий колгосп «Комунар», який став крупним багатогалузевим господарством, як засвідчили ряд довоєнних районних сільськогосподарських виставок. Мало успіхи селище в промисловому і культурному розвитку: були збудовані цегельно-черепичний, вапняковий заводи, фабрика з виробництва повидла (нині консервний завод). Перед Другою Світовою війною працювала районна стаціонарна лікарня, діяли районний Будинок культури ім. Т. Г. Шевченка, Будинок колективіста.
Під час Другої Світової війни 22 липня 1941 року Кодима була окупована румунами, які господарювали у ній до 22 березня 1944 року. Наказом губернаторства «Трансністрія» від 6 вересня 1941 р. було оголошено, що «до проведення аграрної реформи колгоспи і радгоспи залишаться у колишньому функціонуванні», і Кодима у вирішенні сільськогосподарських проблем діяла, як і при попередній владі. В період румунської окупації Кодима пережила два масові розстріли євреїв (30 серпня 1941 та 12 січня 1942 років), погроми єврейського населення.
22 березня 1944 року після запеклих боїв війська 2-го Українського фронту під командуванням командувача генерала армії Івана Конєва відбили місто у румун. У період боїв за Дністер і його форсування КП фронту розміщався в населеному пункті Кодима, а потім коли форсували Прут, для керівництва операціями штаб фронту перемістився в Молдову.
Із фронтів Другої Світової війни із 2295 кодимчан, учасників бойових дій до рідного міста не повернулося 317 кодимчан.
Післявоєнні десятиріччя — це становлення і зростання промисловості міста, у першу чергу, збільшення потужностей консервного заводу, продукція якого стала знаною в цілому ряді районів колишнього Союзу, особливо в Сибіру, на Крайній Півночі. Вагомий внесок у розвиток сільськогосподарського виробництва довгі роки вносив місцевий колгосп «Комунар».
13 квітня 1957 р. с-ще Залізничне включено в смугу смт Кодима.
5 листопада 1979 року Кодима стала містом районного підпорядкування.
3 лютого 2015 року у місті було демонтовано «пам'ятник Леніну».
19 липня 2020 року, в результаті адміністративно-територіальної реформи і ліквідації Кодимського району, місто увійшло до складу новоутвореного Подільського району.

## Вулиці міста
12 лютого 2016 року, розпорядженням голови міської ради за № 29 «Про перейменування вулиць, провулків, алей, розташованих на території міста Кодима», користуючись законами «Про засудження комуністичного та націонал-соціалістичного (нацистського) тоталітарних режимів в Україні та заборону пропаганди їхньої символіки» та «Про місцеве самоврядування в Україні», враховуючи пропозиції депутатів міської ради, голови Кодимської РДА, мешканців міста Кодима було перейменовано 1 алея, 4 провулки і 29 вулиць в місті Кодима. Нові назви надавалися вулицям, які носили імена комуністичних діячів, та пам'ятних дат радянської епохи.
В основному вулиці міста носять імена людей, які боролися за самостійність України, за її добробут та славу. Прикладами таких вулиць є вулиці Сагайдачного, Шарля де Голля, Героїв АТО, Визволителів України, Володимира Великого, Петра Григоренка, а також провулки Романа Шухевича та Героїв Небесної сотні. Деякі вулиці названі нейтральними іменами, як приклад — Вишнева, Промислова, тощо.

## Населення

### Чисельність
| 18..    | 1897     | 1923     | 1926    | 1939    | 1959    |
| ------- | -------- | -------- | ------- | ------- | ------- |
|         | 4241     | ▲ 4771   | ▲ 5329  | ▲ 6418  | ▲ 6855  |
| 1970    | 1979     | 1989     | 2001    | 2011    | 2021    |
| ▲ 8 929 | ▲ 10 919 | ▲ 11 531 | ▼ 9 634 | ▼ 8 932 | ▼ 8 514 |

### Національний склад
Розподіл населення за національністю за даними перепису 2001 року:
| Національність  | Відсоток |
| --------------- | -------- |
| українці        | 92.84%   |
| росіяни         | 5.13%    |
| молдовани       | 0.77%    |
| білоруси        | 0.39%    |
| поляки          | 0.13%    |
| гагаузи         | 0.12%    |
| болгари         | 0.11%    |
| інші/не вказали | 0.32%    |

### Мова
Розподіл населення за рідною мовою за даними перепису 2001 року:
| Мова            | Кількість | Відсоток |
| --------------- | --------- | -------- |
| українська      | 8824      | 92.95%   |
| російська       | 600       | 6.32%    |
| румунська       | 31        | 0.33%    |
| білоруська      | 11        | 0.16%    |
| болгарська      | 8         | 0.08%    |
| вірменська      | 5         | 0.05%    |
| гагаузька       | 5         | 0.05%    |
| німецька        | 1         | 0.01%    |
| інші/не вказали | 8         | 0.05%    |
| Усього          | 9493      | 100%     |

## Відомі люди
- Балтян Павло Володимирович (1994—2023) — сержант Збройних сил України, учасник російсько-української війни. Герой України (посмертно, 2025).
- Барабаш Любов Олексіївна (1949) — заслужений працівник освіти України
- Бедрій Сергій Леонтійович — старший солдат Збройних сил України, учасник російсько-української війни, загинув під Красногорівкою.
- Бичковський Олег Анатолійович (1923) — Герой Радянського Союзу.
- Іконников Володимир Миколайович (1946—2011) — український прозаїк та перекладач, член Національної спілки письменників України.
- Максимишин Сергій Якович (1964) — російський фотожурналіст українського походження.
- Пушняков Анатолій Савватійович — Генерал-лейтенант. Командир українського миротворчого контингенту в Іраку. З 2014 року в.о. Командувача сухопутних військ Збройних сил України.
- Редько Євген Миколайович[ru] (1958) — радянський і російський актор театру і кіно, народний артист РФ (2012).
- Соболь Наум Федорович (1898—1967, Харків) — український театральний декоратор.
- Шухов Борис Хабалович (1947 р.н.) — олімпійський чемпіон на Літніх Іграх в 1972 році в Мюнхені, Заслужений майстер спорту (1972).
- Навалішен Павло Русланович (12 липня 2001—2 березня 2024) — Солдат, військовослужбовець 3ОШБр. Загинув в Орлівці Донецької області[12]